# The Wild Rover
The Wild Rover (Roud 1173) ist ein irisches Volkslied, dessen Quellen umstritten sind.

## Hintergrund
Tom Devine zufolge wurde das Lied als Abstinenzlerlied geschrieben. Es entstand nicht früher als 1829. Es erzählt die biblische Geschichte vom Verlorenen Sohn auf Irisch. Das Lied ist im Buch The American Songster enthalten, das im Jahr 1845 in den USA von W. A. Leary veröffentlicht wurde, und gelangte durch die Abstinenzbewegung von Schottland nach Amerika. Eine andere in den USA gedruckte Version fand man im Forget-Me-Not Songster. Eine andere Entstehungsgeschichte des Liedes basiert auf der Tatsache, dass eine Sammlung von Balladen, Entstehungszeit datiert zwischen 1813 und 1838, in der Bodleian Library steht. Der Veröffentlicher war James Catnach, der Band Ballads on sheet enthält The Wild Rover. Die Greig-Duncan-Sammlung enthält nicht weniger als sechs unterschiedliche Versionen des Liedes. Sie wurde von Gavin Greig zusammengestellt.
Das Lied wird häufig in Irish Pubs live gespielt. Es ist auch Grundlage der Hymne No Nay Never des Burnley Football Club, die beim „East Lancashire Derby“ mit dem Lokalrivalen Blackburn Rovers gespielt wird. Die in Deutschland kommerziell erfolgreichste Version der Melodie ist das 1984 erschienene Stimmungslied An der Nordseeküste von Klaus & Klaus.
Text

I’ve been a wild rover for many’s the year,

and I spent all my money on whiskey and beer.

And now Im returning with gold in great store,

and I never will play the wild rover no more.

(Chorus):

And it’s no, nay, never! No, nay, never, no more,

will I play the wild rover. No (nay) never no more!

I went to an alehouse I used to frequent,

and I told the landlady me money was spent.

I asked her for credit, she answered me “nay,

such a custom as yours I could have any day”.

(Chorus)

I pulled from me pocket a handful of gold,

and on the round table it glittered and rolled.

She said “I have whiskeys and wines of the best,

and the words that I told you were only in jest”.

(Chorus)

I’ll have none of your whiskeys nor fine Spanish wines,

For your words show you clearly as no friend of mine.

There's others most willing to open a door,

To a man coming home from a far distant shore.

(Chorus)

I’ll go home to me parents, confess what I’ve done,

and I’ll ask them to pardon their prodigal son.

And if they forgive me as oft times before,

I never will play the wild rover no more.

(Chorus)

## Interpreten
Zahlreiche Sänger und Bands haben das Lied gespielt, darunter:
- Angelo Kelly and Family
- Burl Ives
- Brobdingnagian Bards
- The Clancy Brothers and Tommy Makem
- The Corries
- Cruachan
- Doble Fuerza
- Dropkick Murphys
- The Dubliners[9]
- The Idlers auf Ten Thousand Miles Away and others
- The Irish McGees
- The Irish Rovers
- Johnny Logan auf Johnny Logan and Friends
- John Martyn
- The High Kings
- Klaus & Klaus
- Marc Gunn
- Orthodox Celts auf ihrem Debütalbum von 1994
- The Pogues auf der Neuaufnahme ihres Debütalbums Red Roses for Me
- Rapalje
- Rolf Harris
- The Seekers
- Bruce Guthro
- Stiff Little Fingers auf ihrem Livealbum
- The Town Pants
- Týr auf ihrem Album aus dem Jahr 2003 Eric the Red
- Woods Tea Company
- Morning Call
- Cutthroat Shamrock
- Soldat Louis
- Foster and Allen
- Wolfe Tones
- Harry Hibbs
- Andy Stewart
- André Rieu
- Culann’s Hounds auf One for the Road im Jahr 2008
- Off Kilter
- Fiddlers Green auf 3 Cheers for 30 Years im Jahr 2020
- Finsterforst

## Rezeption
Im Jahr 1984 haben Klaus und Klaus die Melodie des Liedes für den Titel An der Nordseeküste übernommen.
Eine lateinische Version (2008) gibt es auch auf YouTube.
Heino sang auf seinem Mallorca-Cover Album Lieder meiner Heimat ein gleichnamiges Stück zur Melodie von Wild Rover.